# Antonina Georgievna Borissova
Antonina Georgievna Borissova-Bekrjasheva (1903-1970) foi uma professora e botânica russa.

## Biografía
Antonina Georgievna Borissova foi uma botânica russa especialista em fungos e líquens. Também especializada na flora das estepes e desertos da Ásia Central.
Era uma especialista na família botânica das Crassulaceae.
Levam sua abreviatura de autor, entre outras, as espécies:
- Rhodiola arctica Boriss.= Sinónimo de Rhodiola rosea(L.) ( Planta da estepe russa, que potencializa o organismo, e em particular a atividade reprodutiva ). (Crassulaceae)
- Rhodiola rosea L. subsp. arctica (Boriss.) Á.Löve & D.Löve
- Rhodiola coccinea (Royle) Boriss. (Crassulaceae)
- Rhodiola heterodonta (Hook. f. & Thomson) Boriss. (Crassulaceae)
- Rhodiola iremelica Boriss. (Crassulaceae)
- Rhodiola komarovii Boriss. (Crassulaceae)
- Rhodiola linearifolia Boriss. (Crassulaceae)
- Rhodiola pamiroalaica Boriss.(Crassulaceae)
- Rhodiola pinnatifida Boriss. (Crassulaceae)
- Rhodiola recticaulis Boriss. (Crassulaceae)
- Hyssopus cuspidatus Boriss. (Lamiaceae).
- Hyssopus tianschanicus Boriss. (Lamiaceae)
- Astragalus inopinatus Boriss. (Fabaceae)

As seguintes espécies de cactus foram nomeadas em sua homenagem:
- Sedum borissovae
- Sempervivum borissovae

## Obras
- "Crassulaceae in Flora U.R.S.S." Boriss

Também aparece em equipe como:
- I. I. Saposhnikova & A. G. Borissova